# François du Four
Franciscus (François) Anna Ludovicus Josephus du Four (Turnhout, 5 juni 1871 - aldaar, 7 januari 1945) was een Belgisch industrieel en politicus voor de Katholieke Partij en diens opvolger Katholiek Verbond van België.  

## Levensloop
Dufour groeide op in een gezin uit de hoge burgerij. Hij was het tweede kind uit het tweede huwelijk van zijn moeder, Josephina Dessauer. Zij leidde sinds de dood van haar eerste echtgenoot de papier- en speelkaartenfabriek 'Brepols en Dierckx Zoon'. Een onderneming die destijds circa 1000 arbeiders tewerkstelde. Zijn vader was hoofdingenieur. In 1899 huwde hij een eerste maal, maar zijn echtgenote stierf een jaar later in het kraambed. Twee jaar later trad hij een tweede maal in het huwelijk, hieruit werden zeven dochters en een zoon geboren. Omstreeks 1900 nam hij het bedrijf van zijn moeder over, dat vanaf 1911 verder ging onder de benaming 'Etablissementen Brepols'.
Van 1919 tot 1932 was François du Four burgemeester van Turnhout, voorafgaand was hij reeds schepen van deze stad van 1904 tot 1919. Tevens was hij tijdens de Duitse bezetting tijdens de Eerste Wereldoorlog dienstdoend burgemeester ter vervanging van de naar Nederland vertrokken burgemeester Victor Van Hal. Bij de wetgevende verkiezingen van 1919 werd hij tevens verkozen als senator, een mandaat dat hij zou uitoefenen tot 1936. Na de gemeenteraadsverkiezingen van 16 oktober 1932 werd hij als burgemeester opgevolgd door Fons Van Hoeck.
Zijn achternaam werd tweemaal gewijzigd. In 1910 vond de aanpassing van 'Dufour' naar 'Du Four' plaats na uitspraak door de Turnhoutse rechtbank van eerste aanleg. En in 1911 (na de verheffing van de familie in de adelstand) werd het 'du Four'. Op 4 mei 1911 verkreeg hij de titel van jonkheer en op 8 oktober 1929 die van baron. De wapenspreuk van de Du Fours is Melius esse quam videri, dit wil zeggen Het is beter te zijn dan te schijnen. Ze hadden ook een eigen wapenschild, hierop werd een leeuw afgebeeld. Ook hield hij erg van renpaarden en zijn volbloeden wonnen destijds heel wat koersen en dus ook veel prijzengeld. In 1904 kocht Dufour het oud herengoed 'vier schoone hoeven' te Retie met omliggende gronden van markies d'Yve de Bavay. Hij was toen zoek naar een plaats waar hij volbloeden kon fokken. In 1905 werd er gestart met de aanleg van het park waar nu het kasteel van Rethy staat. In 1906 begon men vervolgens aan de bouw van het kasteel en de stoeterij. Na zijn dood werden al zijn paarden verkocht.
Zijn staatsieportret bevindt zich in het Taxandriamuseum. In Turnhout is sinds 1955 tevens een straat naar hem vernoemd: de 'Baron Frans du Fourstraat', een zijstraat van de Grote Markt. Voordien droeg deze straat de naam 'Papenstraat'. In deze straat zijn de voormalige fabrieksgebouwen van Brepols gelegen, alsook het Heilig Grafinstituut. Hij was de schoonbroer van Alphonse Versteylen.
- International Standard Name Identifier: 0000 0003 9502 2319
- Nederlandse Thesaurus van Auteursnamen: 145243001
- Virtual International Authority File: 289692154